# Emmanuel Kriaras
Emmanuel Kriaras (en grec : Εμμανουήλ Γ. Κριαράς), né le 28 novembre 1906 au Pirée et mort le 22 août 2014 à Thessalonique, est un lexicographe et philologue grec. Élève de Jean Psichari, il était professeur émérite de la faculté de philosophie de l'université Aristote de Thessalonique.